# Kecseti Kaláka
Kecseti Kaláka ének- és táncegyüttes (1934-1936). Székhely: Kecsetkisfalud.

## Története
1934-ben Szentimrei Jenő segítségével az udvarhelyszéki Kecsetkisfalud lelkésze, Kiss István csoportot szervezett helyi táncosokból és dalosokból, akik egy klánétással és egy cimbalmossal Erdély különböző részein éveken át bemutatták a közigazgatásilag egyesített Kecset és Kisfalud eredeti népi kultúrájának sajátos kincseit, így a seprűtáncot, a párnatáncot és a menyasszony-búcsúztatót. A kötetlen műsor keretében Szentimreiné Ferenczy Zsizsi székely népdalokat adott elő Bartók és Kodály gyűjteményéből, Zsizsmann Rezső zongorakíséretével. Az együttes 1935. március 31-én Budapesten is vendégszerepelt, ahol Móricz Zsigmond bevezetőjét Benedek Marcell olvasta fel s a csoportot Szentimrei Jenő mutatta be a közönségnek.